# Landkreis Rostock
Der Landkreis Rostock ist ein Landkreis in Mecklenburg-Vorpommern. Mit 3421 km² Fläche ist er der viertgrößte Landkreis in Deutschland. Die Kreisstadt ist Güstrow. In Bad Doberan befindet sich eine Außenstelle der Verwaltung.
Der Landkreis bildet gemeinsam mit der Hansestadt Rostock, der Stadt Ribnitz-Damgarten sowie der Gemeinde Ahrenshoop die Regiopolregion Rostock. Der Landkreis verzeichnet einen leichten Bevölkerungszuwachs.

## Geografie
Der Landkreis Rostock grenzt im Nordosten an den Landkreis Vorpommern-Rügen, von Osten bis Süden an den Landkreis Mecklenburgische Seenplatte, im Südwesten an den Landkreis Ludwigslust-Parchim und im Westen an den Landkreis Nordwestmecklenburg. Der Landkreis Rostock umschließt die kreisfreie Hansestadt Rostock.
Raumordnerisch kann der Landkreis durch seine Verflechtung mit der Regiopole Rostock, seine Nähe zur Metropolregion Hamburg sowie seine Lage zwischen den Metropolregionen von Berlin und Kopenhagen-Malmö profitieren.

## Geschichte
Der Landkreis Rostock ist im Zuge der Kreisgebietsreform Mecklenburg-Vorpommern 2011 am 4. September 2011 aus den Landkreisen Bad Doberan und Güstrow entstanden.
Am Tag des Inkrafttretens der Kreisgebietsreform und gleichzeitig mit der Landtagswahl stimmten die Wähler über den Kreisnamen ab. Zur Wahl stand auch der Name Landkreis Güstrow-Bad Doberan, vorgeschlagen vom Landkreis Güstrow.

## Städte und Gemeinden
Das Oberzentrum für den Landkreis ist die nicht kreisangehörige Stadt Rostock. Die nächsten größeren Städte sind Güstrow, Teterow und Bad Doberan, die ihrerseits Mittelzentren sind.
Laut dem Regionalen Raumentwicklungsprogramm Mittleres Mecklenburg/Rostock von 2011 gibt es zudem folgende Grundzentren im Landkreis: Bützow, Dummerstorf, Gnoien, Graal-Müritz, Krakow am See, Kröpelin, Kühlungsborn, Laage, Neubukow, Rerik, Sanitz, Satow, Schwaan und Tessin.
(Einwohner am 31. Dezember 2023)
| Amtsfreie Gemeinden 1. Bad Doberan, Stadt * (13.105) 2. Dummerstorf (7672) 3. Graal-Müritz (4194) 4. Güstrow, Stadt * (29.582) 5. Kröpelin, Stadt (4816) 6. Kühlungsborn, Stadt (8084) 7. Neubukow, Stadt * (4019) 8. Sanitz (6626) 9. Satow (6146) 10. Teterow, Stadt * (8459) |

Ämter mit amtsangehörigen Gemeinden und Städten

* Sitz der Amtsverwaltung
| - 1. Amt Bad Doberan-Land (12.242) [Sitz: Bad Doberan] 1. Admannshagen-Bargeshagen (2871) 2. Bartenshagen-Parkentin (1325) 3. Börgerende-Rethwisch (1695) 4. Hohenfelde (789) 5. Nienhagen (2171) 6. Reddelich (992) 7. Retschow (920) 8. Steffenshagen (570) 9. Wittenbeck (909) - 2. Amt Bützow-Land (16.657) 1. Baumgarten (777) 2. Bernitt (1640) 3. Bützow, Stadt * (8191) 4. Dreetz (190) 5. Jürgenshagen (1146) 6. Klein Belitz (827) 7. Penzin (134) 8. Rühn (624) 9. Steinhagen (655) 10. Tarnow (1103) 11. Warnow (910) 12. Zepelin (460) - 3. Amt Carbäk (7959) 1. Broderstorf * (3822) 2. Poppendorf (717) 3. Roggentin (2731) 4. Thulendorf (689) - 4. Amt Gnoien (5839) 1. Altkalen (765) 2. Behren-Lübchin (979) 3. Finkenthal (309) 4. Gnoien, Stadt * (2867) 5. Walkendorf (919) | - 5. Amt Güstrow-Land (9759) [Sitz: Güstrow] 1. Glasewitz (420) 2. Groß Schwiesow (305) 3. Gülzow-Prüzen (1611) 4. Gutow (1020) 5. Klein Upahl (230) 6. Kuhs (313) 7. Lohmen (820) 8. Lüssow (991) 9. Mistorf (641) 10. Mühl Rosin (1118) 11. Plaaz (743) 12. Reimershagen (392) 13. Sarmstorf (497) 14. Zehna (658) - 6. Amt Krakow am See (8766) 1. Dobbin-Linstow (514) 2. Hoppenrade (625) 3. Krakow am See, Stadt * (3443) 4. Kuchelmiß (647) 5. Lalendorf (3537) - 7. Amt Laage (9073) 1. Dolgen am See (657) 2. Hohen Sprenz (549) 3. Laage, Stadt * (6555) 4. Wardow (1312) - 8. Amt Mecklenburgische Schweiz (8169) [Sitz: Teterow] 1. Alt Sührkow (388) 2. Dahmen (454) 3. Dalkendorf (253) 4. Groß Roge (584) 5. Groß Wokern (1011) 6. Groß Wüstenfelde (789) 7. Hohen Demzin (363) 8. Jördenstorf (1100) 9. Lelkendorf (418) 10. Prebberede (768) 11. Schorssow (433) 12. Schwasdorf (442) 13. Sukow-Levitzow (491) 14. Thürkow (365) 15. Warnkenhagen (310) | - 9. Amt Neubukow-Salzhaff (6865) [Sitz: Neubukow] 1. Alt Bukow (516) 2. Am Salzhaff (520) 3. Bastorf (1136) 4. Biendorf (1226) 5. Carinerland (1281) 6. Rerik, Stadt (2186) - 10. Amt Rostocker Heide (10.872) 1. Bentwisch (3575) 2. Blankenhagen (1108) 3. Gelbensande * (1912) 4. Mönchhagen (1268) 5. Rövershagen (3009) - 11. Amt Schwaan (8076) 1. Benitz (414) 2. Bröbberow (689) 3. Kassow (353) 4. Rukieten (381) 5. Schwaan, Stadt * (5061) 6. Vorbeck (383) 7. Wiendorf (795) - 12. Amt Tessin (7061) 1. Cammin (868) 2. Gnewitz (252) 3. Grammow (157) 4. Nustrow (178) 5. Selpin (497) 6. Stubbendorf (164) 7. Tessin, Stadt * (4019) 8. Thelkow (464) 9. Zarnewanz (462) - 13. Amt Warnow-West (17.390) 1. Elmenhorst/Lichtenhagen (4144) 2. Kritzmow * (4015) 3. Lambrechtshagen (2955) 4. Papendorf (2488) 5. Pölchow (942) 6. Stäbelow (1410) 7. Ziesendorf (1436) |

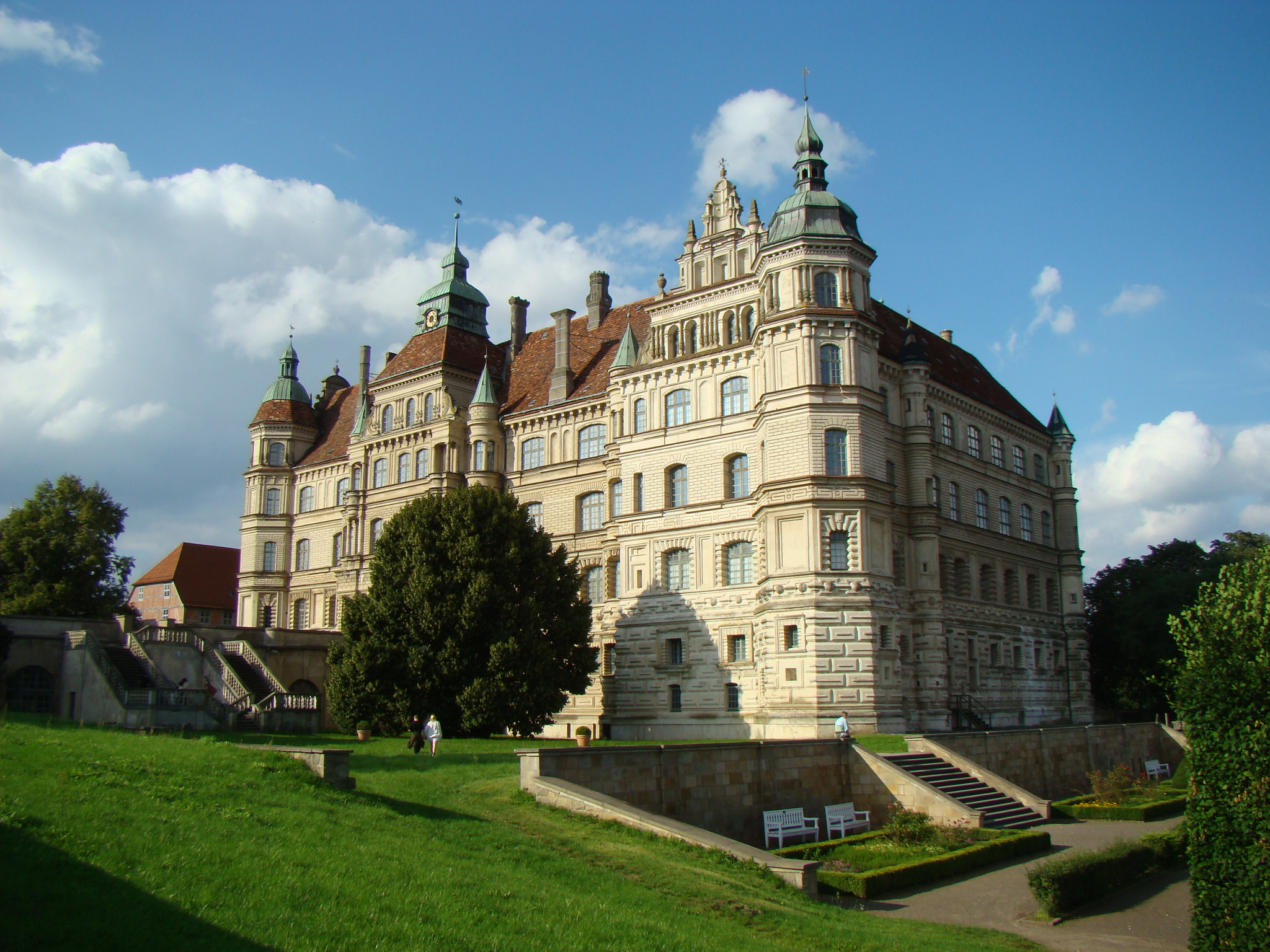
Schloss Güstrow
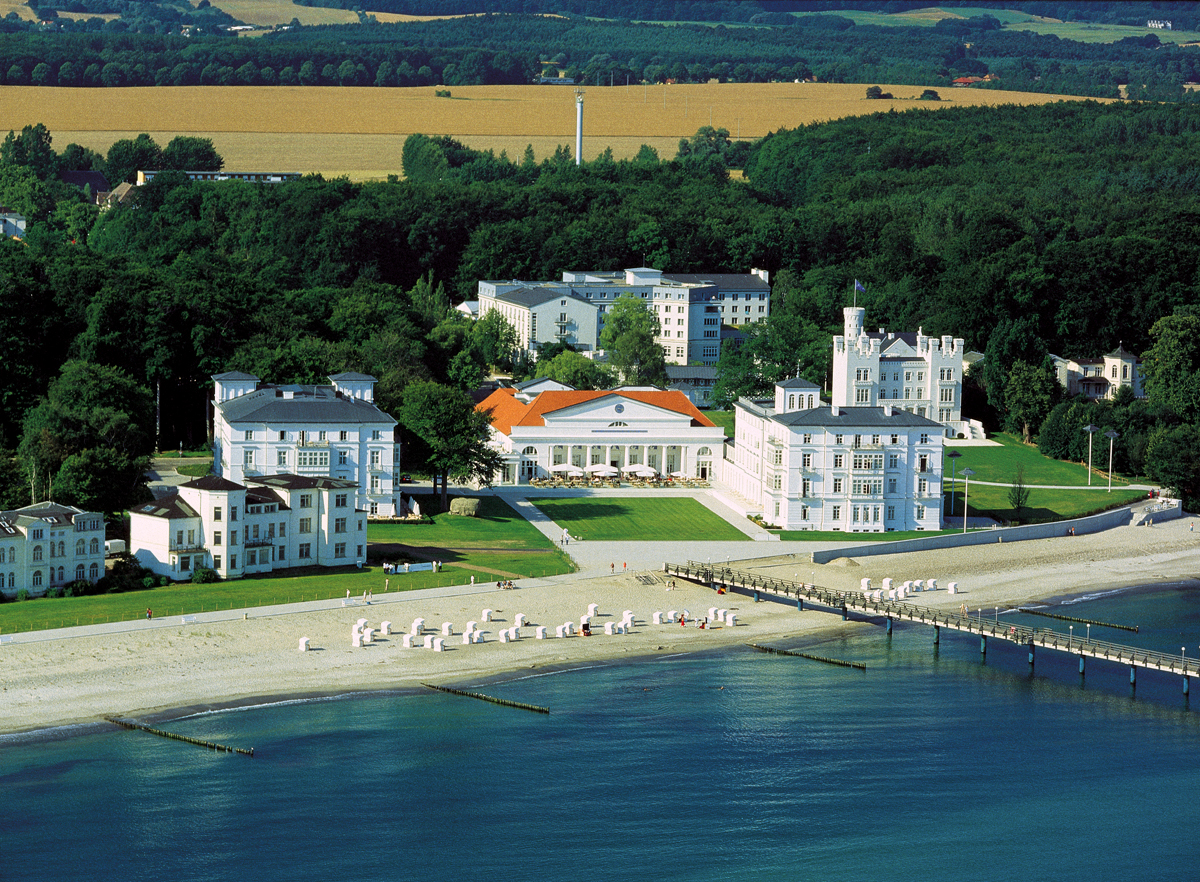
Grand Hotel Heiligendamm
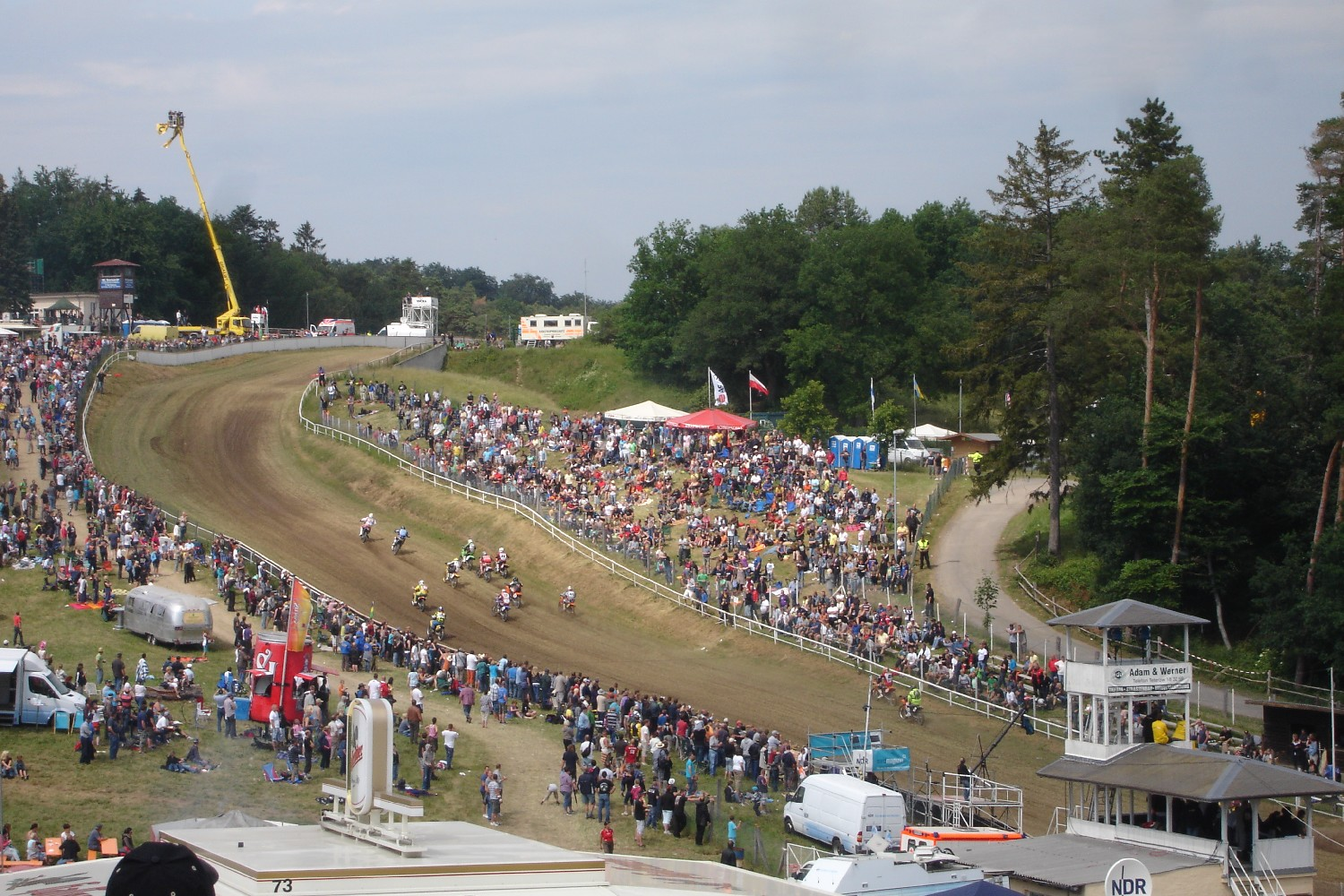
Motorsport am Teterower Bergring
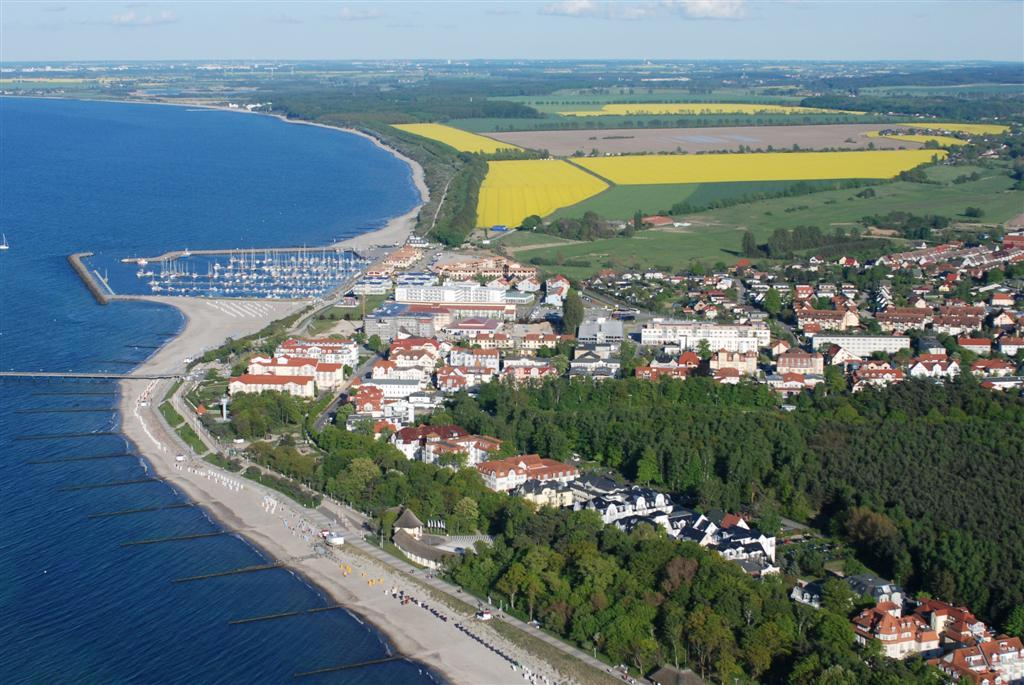
Kühlungsborn
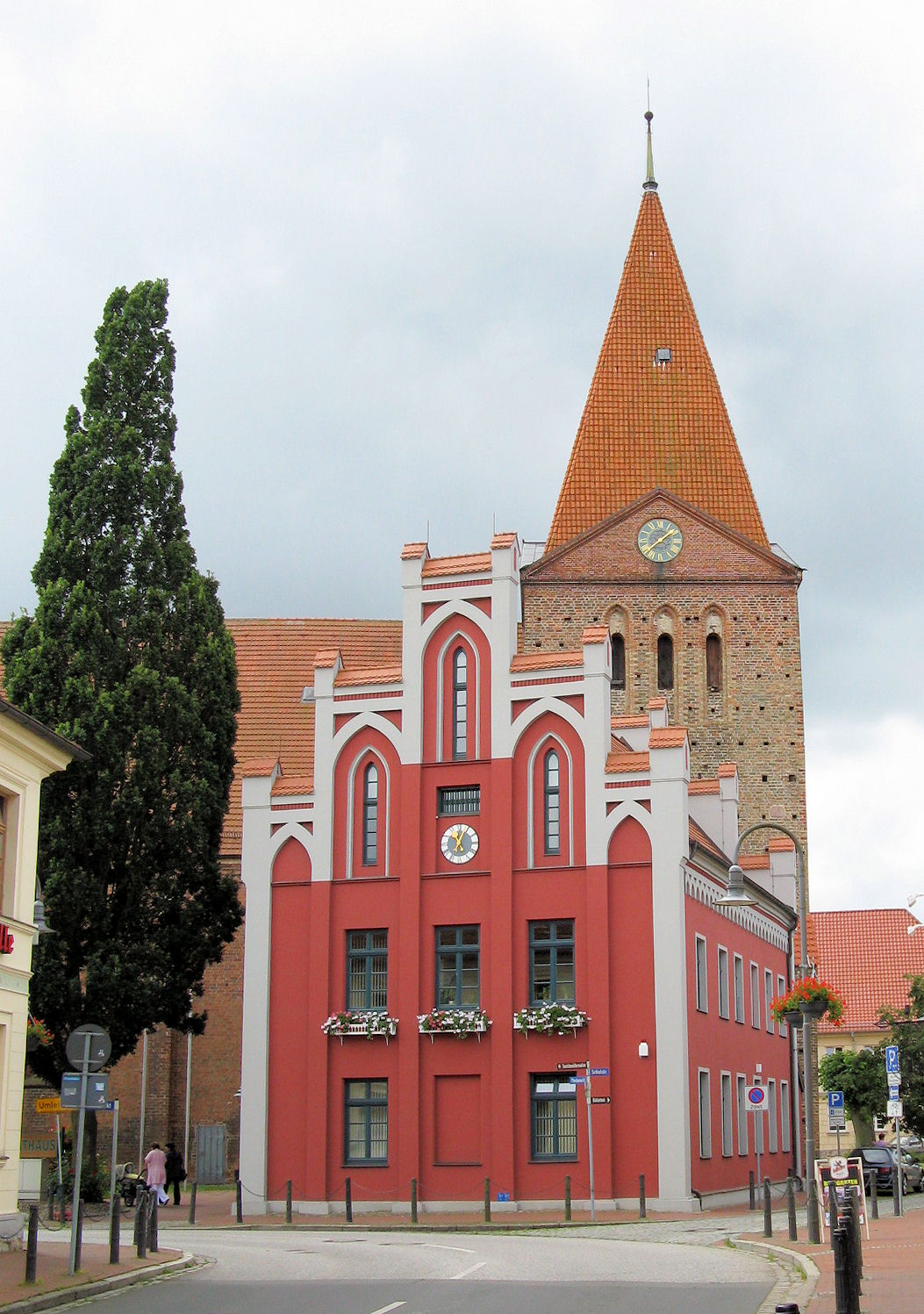
Künstlerort Schwaan
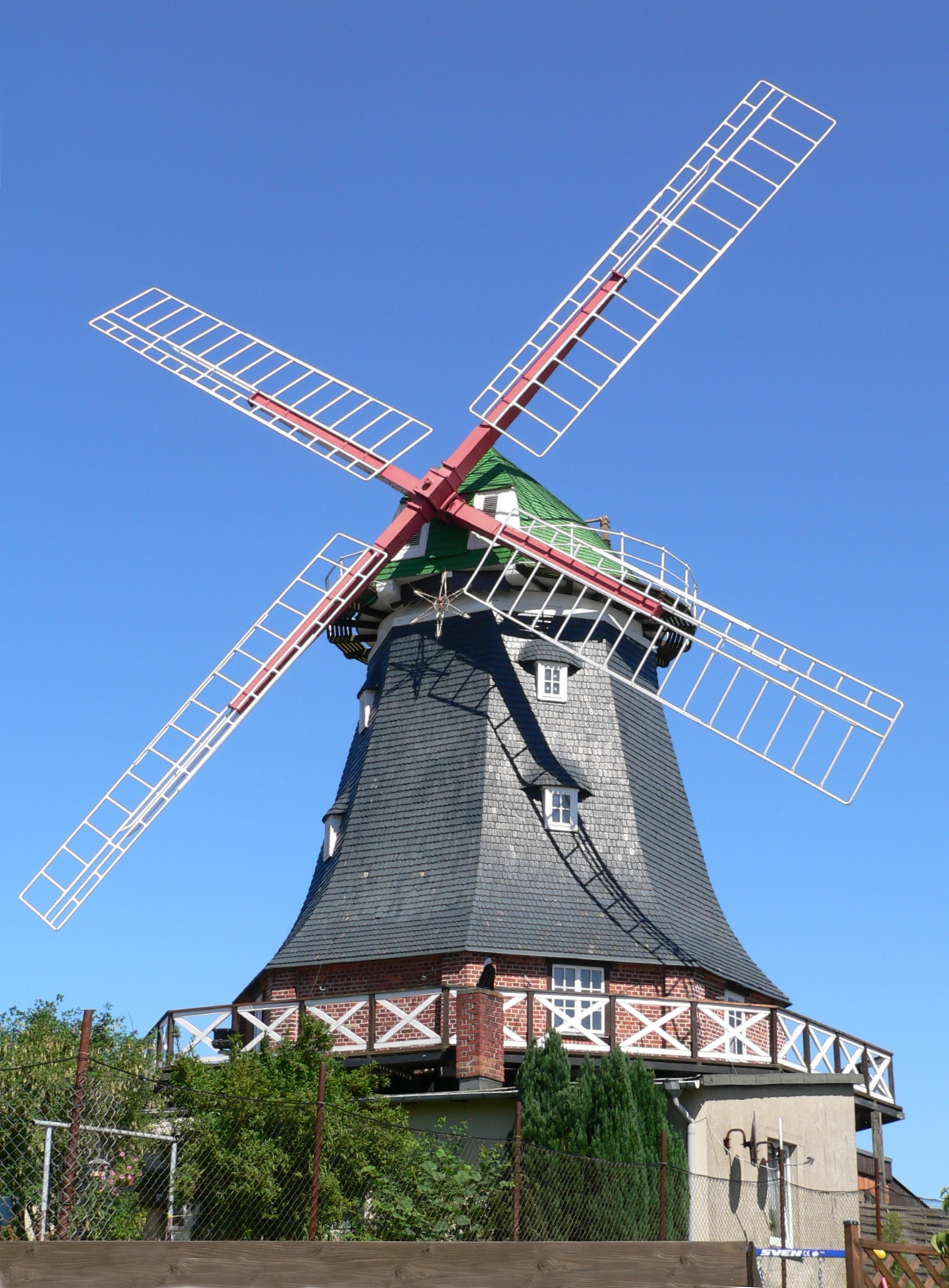
Kröpelin

Gebietsänderungen
- Auflösung der Gemeinde Wasdow – Eingliederung in die Gemeinde Behren-Lübchin (5. September 2011)
- Auflösung der Gemeinde Mandelshagen – Eingemeindung in die Gemeinde Blankenhagen (1. Januar 2012)
- Auflösung der Gemeinde Steinfeld – Eingemeindung in die Gemeinde Broderstorf (1. Januar 2013)
- Auflösung der Gemeinde Langhagen – Eingemeindung in die Gemeinde Lalendorf (25. Mai 2014)
- Auflösung der Gemeinde Klein Kussewitz – Eingemeindung in die Gemeinde Bentwisch (1. Januar 2018)
- Auflösung der Gemeinden Boddin und Lühburg – Eingemeindung in die Gemeinde Walkendorf (26. Mai 2019)
- Auflösung der Gemeinde Diekhof – Eingemeindung in die Stadt Laage (26. Mai 2019)
- Auflösung der Gemeinde Kirch Mulsow – Eingemeindung in die Gemeinde Carinerland (26. Mai 2019)

## Politik

### Kreistag
Der Kreistag des Landkreises Rostock besteht aus 69 Mitgliedern.
| Kreistagswahl Rostock 2024Wahlbeteiligung: 67,0 % 3020100 27,5 %25,5 %13,9 %8,9 %6,8 %4,1 %3,3 %3,1 %1,0 %0,8 %0,7 %4,4 % CDUAfDSPDLinkeBLGrüneFDPFWEB DettmannBDBasisSonst.Gewinne und Verlusteim Vergleich zu 2019 %p 14 12 10 8 6 4 2 0 −2 −4 −6 −8−1,9 %p+12,3 %p−1,5 %p−7,2 %p+6,8 %p−4,9 %p−2,2 %p−2,8 %p−0,4 %p+0,8 %p+0,7 %p+0,3 %pCDUAfDSPDLinkeBLGrüneFDPFWEB DettmannBDBasisSonst. | Sitzverteilung im Kreistag Rostock seit 2024Insgesamt 69 Sitze - Linke: 6 - SPD: 10 - Grüne: 3 - BL: 5 - FW: 2 - FDP: 2 - CDU: 19 - BD: 1 - Basis: 1 - AfD: 18 - Die Heimat: 1 - EB Dettmann: 1 |

| Parteien und Wählergemeinschaften | Parteien und Wählergemeinschaften           | Prozent 2024 | Sitze 2024 | Prozent 2019 | Sitze 2019 | Prozent 2014 | Sitze 2014 | Prozent 2011 | Sitze 2011 | Prozent 2009 |
| --------------------------------- | ------------------------------------------- | ------------ | ---------- | ------------ | ---------- | ------------ | ---------- | ------------ | ---------- | ------------ |
| CDU                               | Christlich Demokratische Union Deutschlands | 27,5         | 19         | 29,4         | 20         | 38,3         | 26         | 28,9         | 20         | 33,3         |
| AfD                               | Alternative für Deutschland                 | 25,5         | 18         | 13,2         | 9          | 3,6          | 3          | —            | —          | —            |
| SPD                               | Sozialdemokratische Partei Deutschlands     | 13,9         | 10         | 15,4         | 11         | 18,8         | 13         | 30,0         | 21         | 20,5         |
| DIE LINKE.                        | DIE LINKE.                                  | 8,9          | 6          | 16,1         | 11         | 19,0         | 13         | 19,6         | 13         | 19,1         |
| BL                                | Bürgermeisterliste Landkreis Rostock        | 6,8          | 5          | —            | —          | —            | —          | —            | —          | —            |
| GRÜNE                             | Bündnis 90/Die Grünen                       | 4,1          | 3          | 9,0          | 6          | 5,4          | 4          | 7,4          | 5          | 5,0          |
| FDP                               | Freie Demokratische Partei                  | 3,3          | 2          | 5,5          | 4          | 3,7          | 3          | 4,7          | 3          | 10,7         |
| FREIE WÄHLER                      | FREIE WÄHLER                                | 3,1          | 2          | 5,9          | 4          | —            | —          | —            | —          | —            |
| BD                                | Bündnis Deutschland                         | 0,8          | 1          | —            | —          | —            | —          | —            | —          | —            |
| dieBasis                          | Basisdemokratische Partei Deutschland       | 0,7          | 1          | —            | —          | —            | —          | —            | —          | —            |
| Heimat                            | Die Heimat                                  | 0,6          | 1          | 1,1          | 1          | 2,8          | 2          | 4,0          | 3          | 3,2          |
| IZ                                | Initiative Zukunft                          | 0,6          | 0          | —            | —          | —            | —          | —            | —          | —            |
| Freier Horizont LRO               | Freier Horizont – Energiewende mit Augenmaß | 0,5          | 0          | 0,7          | 1          | —            | —          | —            | —          | —            |
| LfK                               | Lobbyisten für Kinder                       | 0,4          | 0          | —            | —          | —            | —          | —            | —          | —            |
| Bündnis C                         | Bündnis C – Christen für Deutschland        | 0,4          | 0          | 0,6          | 1          | —            | —          | —            | —          | —            |
| Freie Wähler LRO                  | Freie Wähler Landkreis Rostock              | —            | —          | —            | —          | 4,9          | 3          | 2,5          | 2          | 1,5          |
| AUF                               | Partei für Arbeit, Umwelt und Familie       | —            | —          | —            | —          | 0,8          | 1          | 1,0          | 1          | 0,7          |
| APD                               | Arbeiter-Arbeiterinnen Partei Deutschland   | —            | —          | —            | —          | —            | —          | 0,3          | —          | 0,2          |
| Sonstige                          | Sonstige                                    | —            | —          | —            | —          | —            | —          | —            | —          | 1,2          |
| EB                                | Einzelbewerber                              | 2,9          | 1          | 2,7          | 1          | 2,9          | 1          | 1,8          | 1          | 4,7          |
| Gesamt                            | Gesamt                                      | 100          | 69         | 100          | 69         | 100          | 69         | 100          | 69         | 100          |
| Wahlbeteiligung in Prozent        | Wahlbeteiligung in Prozent                  | 67,0         | 67,0       | 59,8         | 59,8       | 47,8         | 47,8       | 52,7         | 52,7       | 48,5         |

- Sonstige: 2009: FWG (1,0 %), KL (0,2 %).
- Einzelbewerber: 2011, 2014 und 2019 wurde Reinhard Dettmann, ehemaliger Bürgermeister von Teterow, als Einzelbewerber mit 0,9 bzw. 1,7 % auf Kreisebene in den Kreistag gewählt. Die anderen Einzelbewerber blieben mit deutlich weniger Stimmen erfolglos.
- Das Ergebnis der Kreistagswahl 2009 wurde umgerechnet auf das Wahlgebiet 2011.

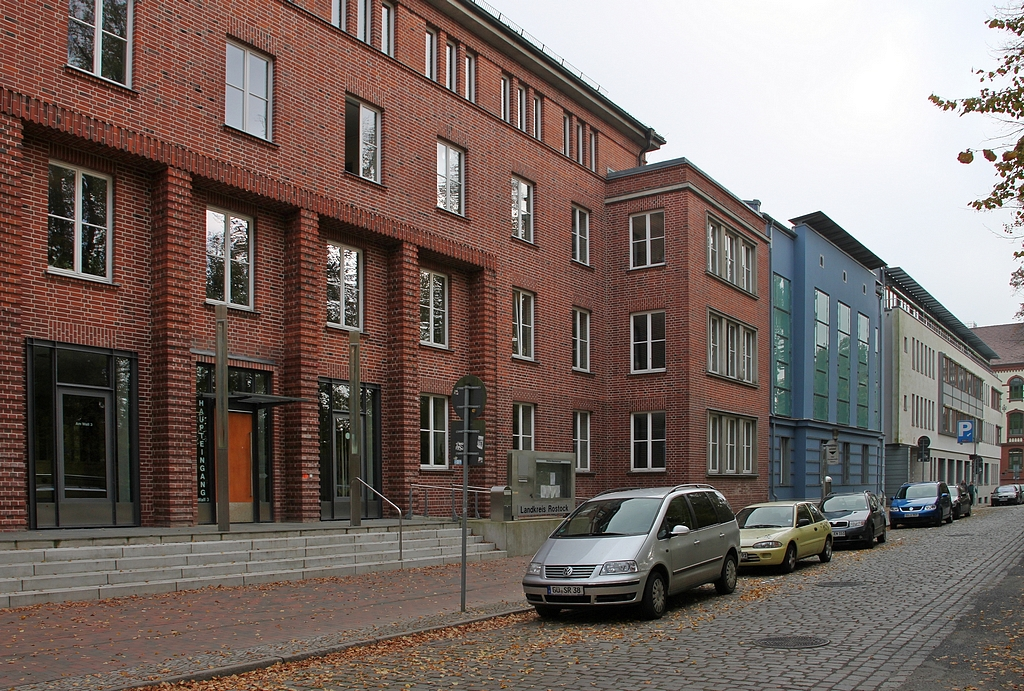
Landratsamt in Güstrow

Im Kreistag wurden folgende Fraktionen gebildet: CDU (20 Mitglieder), DIE LINKE. (11 Mitglieder), SPD (11 Mitglieder), AfD (9 Mitglieder); GRÜNE (6 Mitglieder), FDP-EB-Freier Horizont (6 Mitglieder), FREIE WÄHLER (4 Mitglieder). Es gibt 2 fraktionslose Kreistagsmitglieder: NPD (1 Mitglied), Bündnis C (1 Mitglied). CDU und Bündnis C haben eine Zählgemeinschaft gebildet.

### Landrat
- 2011–2013: Thomas-Jörg Leuchert (SPD)
- seit 2013: Sebastian Constien (SPD)

Constien wurde am 6. September 2020 mit 54,6 % der gültigen Stimmen für weitere sieben Jahre in seinem Amt bestätigt.

### Wappen
Das Wappen wurde am 15. November 2011 durch das Innenministerium genehmigt und unter der Nr. 340 der Wappenrolle von Mecklenburg-Vorpommern registriert.
Blasonierung: „Von Gold und Blau geteilt, darauf zwei schräg gekreuzte von Rot und Gold geteilte Krummstäbe mit zugewendeter Krümme. Oben ein hersehender, goldgekrönter schwarzer Stierkopf mit geschlossenem Maul, ausgeschlagener roter Zunge und silbernen Hörnern; unten ein abgerissener, rotgezungter, goldener Greifenkopf.“
Die Symbolik des Wappens nimmt mit dem Werler Stierkopf Bezug auf die frühere Zugehörigkeit großer Teile des heutigen Landkreises zur Herrschaft Werle von 1229 bis 1436. Ein ebenfalls abgebildeter Greifenkopf soll auf die Zugehörigkeit weiter Teile des heutigen Kreisgebietes zur Herrschaft Rostock nach der großen Hauptlandesteilung 1229 verweisen. Zwei gekreuzte Bischofsstäbe geben einen Hinweis auf den früheren umfangreichen Landbesitz des Klosters Doberan, das sowohl Hauskloster als auch Grablege des mecklenburgischen Fürstenhauses war.
Das Wappen wurde von dem Freudenberger Heraldiker Manfred Gerth gestaltet.

### Flagge

Flagge des Landkreises Rostock

Die Flagge des Landkreises ‚Rostock‘ ist gleichmäßig längsgeteilt von Gelb und Blau. Die Streifen sind mit den Figuren des Wappens belegt: Zwei schräg gekreuzte, von Rot und Gelb geteilte Krummstäbe mit zugewendeter Krümme, die 1/3 der Höhe und 2/3 der Länge des Flaggentuchs einnehmen; in der Mitte des gelben Streifens ein hersehender, goldgekrönter schwarzer Stierkopf mit geschlossenem Maul, ausgeschlagener roter Zunge und silbernen Hörnern und in der Mitte des blauen Streifens ein abgerissener, rotgezungter, goldener Greifenkopf, die 3/4 des jeweiligen Streifens einnehmen. Die Höhe des Flaggentuchs verhält sich zur Länge wie 2 zu 3.

## Schutzgebiete
Im Landkreis befinden sich 44 ausgewiesene Naturschutzgebiete (Stand Februar 2017).

## Kfz-Kennzeichen
Am 4. September 2011 wurden dem Landkreis die Unterscheidungszeichen DBR (Bad Doberan) und GÜ (Güstrow) der beiden Altkreise zugewiesen. Diese behielten ihre Gültigkeit auch im Landkreis Rostock, bis dort am 1. Februar 2012 das Kürzel LRO eingeführt wurde. Durch die Kennzeichenliberalisierung sind seit dem 18. März 2013 die Unterscheidungszeichen BÜZ (Bützow), DBR, GÜ, ROS (Rostock, für den damaligen Landkreis) und TET (Teterow) erhältlich.